# Crotalus tigris
Crotalus tigris este o specie de șerpi din genul Crotalus, familia Viperidae, descrisă de Kennicott 1859. A fost clasificată de IUCN ca specie cu risc scăzut. Conform Catalogue of Life specia Crotalus tigris nu are subspecii cunoscute.